# Neahkahnie Beach
Neahkahnie Beach – obszar niemunicypalny oraz census-designated place w hrabstwie Tillamook w stanie Oregon w USA, nad brzegiem Oceanu Spokojnego. W 2010 roku zamieszkany przez 192 osoby.
Miejscowość jest położona na północ od miasta Manzanita, u podnóża góry Neahkahnie.